# Miss Sudáfrica
Miss Sudáfrica (en inglés: Miss South Africa) es un concurso de belleza nacional en Sudáfrica. Selecciona a las representantes del país para competir en Miss Universo y Miss Supranacional.
La actual Miss Sudáfrica es Mia le Roux, quien fue coronada el 10 de agosto de 2024 en el SunBet Arena en Pretoria (Sudáfrica).

## Historia
Establecido en 1956 en el apartheid de Sudáfrica, el primer concurso oficial de Miss Sudáfrica solo estaba abierto a mujeres «blancas» (caucásicas) y se organizó para enviar una representante a Londres para el concurso de Miss Mundo. Ese año Norma Vorster fue coronada Miss Sudáfrica. Dos años más tarde, una secretaria de 18 años de Durban, Penny Coelen, fue coronada y luego haría historia y ganaría Miss Mundo. No fue hasta 1977 que todas las personas de todas las razas pudieron competir en la competencia Miss Sudáfrica. Antes de eso, las personas de color compitieron en el certamen de Miss Africa South, que pasó a llamarse Miss Black South Africa en 1977.
Este fue solo el comienzo para la organización de Miss Sudáfrica; de las 60 mujeres que han portado la corona, solo las últimas 27 ganadoras han sido elegidas entre toda la población de Sudáfrica y no solo de raza blanca. Desde entonces, cientos de mujeres jóvenes han ingresado al certamen compitiendo por el título.
Miss Sudáfrica (o finalista en algunos casos) siempre ha competido en Miss Mundo, pero la primera Miss Sudáfrica en competir en Miss Universo fue Kerishnie Naicker en 1998.
Antes de 1998, las representantes de Sudáfrica en Miss Universo calificaron a través de otros concursos nacionales.
Tres Miss Sudáfrica, a saber, Rolene Strauss, Anneline Kriel y Penelope Coelen, ganaron los títulos de Miss Mundo en 2014, 1974 y 1958 respectivamente. Tres mujeres de Sudáfrica han ganado el título de Miss Universo: Margaret Gardiner en 1978, Demi-Leigh Nel-Peters en 2017 y Zozibini Tunzi en 2019.
Antes del establecimiento de la Miss Sudáfrica oficial, South African Pictorial («The Union's National Weekly») organizaba concursos de belleza anuales a partir de 1923. Esto se convirtió más tarde en Miss Sudáfrica. La primera ganadora de este premio fue la Sra. Doris Ferramosca (de soltera Doris Gwendoline Helliwell).
En 2020, Miss Sudáfrica obtuvo la licencia de Miss Supranacional. En 2022, Miss Sudáfrica 2021, Lalela Mswane se convirtió en la primera mujer sudafricana en ganar el título de Miss Supranacional.
El 11 de mayo de 2023, la organización perdió la licencia del Miss Mundo ante Carol Bouwer Productions, que creó otro concurso llamado Miss Mundo Sudáfrica.

## Ganadoras
| Año  | Miss Sudáfrica            | Primera princesa        | Segunda princesa          |
| ---- | ------------------------- | ----------------------- | ------------------------- |
| 1923 | Doris Ferramosca          | W. J. van Blommestein   | Marjorie Elizabeth Cowley |
| 1943 | Susie Smuts               | Desconocido             | Desconocido               |
| 1956 | Norma Vorster             | Gloria Keeley           | Virginia Burman           |
| 1957 | Adele Kruger              | Jessie Waring           | Denise Nichols            |
| 1958 | Penelope Coelen           | Rosemary Whitlock       | Debbie du Toit            |
| 1959 | Moya Meaker               | Sophie Pieters          | Kitty Green               |
| 1960 | Denise Muir               | Dorothy Farquhar        | Stella Pithey             |
| 1961 | Yvonne Hulley             | Marlene Boyes           | Rita Rheeder              |
| 1962 | Yvonne Ficker             | Ellen Liebenberg        | Madeleine Usher           |
| 1963 | Louise Crous              | Jennifer Slater         | Maureen van Niekerk       |
| 1964 | Vedra Karamitas           | Lorraine Mason          | Virginia Scott-King       |
| 1965 | Carol Davis               | Diane Webster           | Ann Barber                |
| 1966 | Johanna Carter            | Dawn Duff-Gray          | Margo Galbraith           |
| 1967 | Disa Duivestein           | Mary McDonald           | Tiny de Lange             |
| 1968 | Mitzianna Stander         | Linda Collett           | Patsy Goswell             |
| 1969 | Linda Collett             | Diana Newman            | Jackie Sayer              |
| 1970 | Jillian Jessup            | Wendith Brink           | Dorothea Scott            |
| 1971 | Monica Fairall            | Merle Worsley           | Maria Claassen            |
| 1972 | Stephanie Reinecke        | Robin-Gail Hargreaves   | Carolien van Niekerk      |
| 1973 | Shelley Latham            | Janet Sanderson         | Theresa Rood              |
| 1974 | Anneline Kriel            | Ruanne Louw             | Anita Michas              |
| 1975 | Helga Vera Johns          | Crystal Cooper          | Rhoda Rademeyer           |
| 1976 | Lynn Massyn               | Louise Withfield        | Jan Kiggan                |
| 1977 | Vanessa Wannenburg        | Elizabeth Bunting       | Marilyn Albutt            |
| 1978 | Yolanda Kloppers          | Monique Hare            | Dawn Chapman              |
| 1979 | Karen Sickel              | Gail Rocher             | Wendy Ross                |
| 1980 | Sandra McCrystal          | Kim Aston               | Fiona White               |
| 1981 | Linda Phillips            | Elmarie van Aswegen     | Susan Schuttler           |
| 1982 | Odette Scrooby            | Andrea Stelzer          | Gail Sylvester            |
| 1983 | Leanne Hosking            | Karen Maingard          | Cathy Steed               |
| 1984 | Lorna Potgieter           | Colleen Redman          | Patience Craig            |
| 1985 | Andrea Stelzer            | Sandy McCormack         | Lorna-Anne Findlay        |
| 1986 | Sandy McCormack           | Nancy Riach             | Marie-Louise le Roux      |
| 1987 | Wilma van der Bijl        | Robyn Poole             | Janine Botbyl             |
| 1988 | Janine Botbyl             | Roberta Alessandri      | Mache Booysen             |
| 1989 | Michelle Bruce            | Helen Lewis             | Deborah Good              |
| 1990 | Suzette van der Merwe     | Olivia Scrooby          | Cheryl Coombe-Davis       |
| 1991 | Diana Tilden-Davis        | Amy Kleinhans           | Sasha-Lee Walton          |
| 1992 | Amy Kleinhans             | Augustine Masilela      | Lisa King                 |
| 1993 | Jacqui Mofokeng           | Corinne Durrheim        | Marelize Steyn            |
| 1994 | Basetsana Makgalemele     | Sonia Kempff            | Helen Macleod             |
| 1995 | Bernalee Daniell          | Vanashree Moodley       | Natalie Benard            |
| 1996 | Peggy-Sue Khumalo         | Babalwa Mneno           | Adele van Niekerk         |
| 1997 | Kerishnie Naicker         | Jessica Motaung         | Petro van Zyl             |
| 1998 | Sonia Raciti              | Heidi van Zyl           | Keziah Jooste             |
| 1999 | Heather Joy Hamilton      | Nadia Wyngaard          | Pulane Moraladi           |
| 2000 | Jo-Ann Strauss            | Layla Jeevananthum      | Claire Drew               |
| 2001 | Vanessa Do Céu Carreira   | Claire Sabbagha         | Bonneventia Pule          |
| 2002 | Cindy Nell                | Tammy-Anne Fortuin      | Bridget Masinga           |
| 2003 | Joan Ramagoshi            | Marissa Eggli           | Siza Majola               |
| 2004 | Claudia Henkel            | Dhiveja Sundrum         | Sharon Arigye-Mushabe     |
| 2005 | Nokuthula «Thuli» Sithole | Avumile Qongqo          | Matapa Maila              |
| 2006 | Megan Coleman             | Brigid Osborne          | Tracey-Lee Flanders       |
| 2007 | Tansey Coetzee            | Avumile Qongqo          | Manisha Pillay            |
| 2008 | Tatum Keshwar             | Anja van Zyl            | Buyi Shongwe              |
| 2009 | Nicole Flint              | Matapa Maila            | Lisa van Zyl              |
| 2010 | Bokang Montjane           | Dhesha Jeram            | Bianca Coutinho           |
| 2011 | Melinda Bam               | Remona Moodley          | Thuli Sangweni            |
| 2012 | Marilyn Ramos             | Stacey Webb             | Pearl Nxele               |
| 2013 | Concurso cancelado        | Concurso cancelado      | Concurso cancelado        |
| 2014 | Rolene Strauss            | Ziphozakhe Zokufa       | Matlala Mokoko            |
| 2014 | Ziphozakhe Zokufa         | Matlala Mokoko          | Sin reemplazo             |
| 2015 | Liesl Laurie              | Refilwe Mthimunye       | Ntsiki Mkhize             |
| 2016 | Ntandoyenkosi Kunene      | Elizabeth Molapo        | Tayla Skye Robinson       |
| 2017 | Demi-Leigh Nel-Peters     | Adè van Heerden         | Boipelo Mabe              |
| 2017 | Adè van Heerden           | Boipelo Mabe            | Sin reemplazo             |
| Año  | Miss Sudáfrica            | Miss Universo Sudáfrica | Miss Mundo Sudáfrica      |
| 2018 | Tamaryn Green             | Tamaryn Green           | Thulisa Keyi              |
| 2019 | Zozibini Tunzi            | Zozibini Tunzi          | Sasha-Lee Olivier         |
| 2019 | Sasha-Lee Olivier         | Zozibini Tunzi          | Sasha-Lee Olivier         |
| Año  | Miss Sudáfrica            | Primera finalista       | Segunda finalista         |
| 2020 | Shudufhadzo Musida        | Thato Mosehle           | Natasha Joubert           |
| 2021 | Lalela Mswane             | Moratwe Masima          | Zimi Mabunzi              |
| 2022 | Ndavi Nokeri              | Ayanda Thabethe         | Lebogang Mahlangu         |
| 2023 | Natasha Joubert           | Bryoni Govender         | Nande Mabala              |
| 2024 | Mia le Roux               | Nompumelelo Maduna      | Onalenna Constantin       |

## Representación por año
: Declarada como ganadora
     : Terminó como finalista
     : Terminó como una de las semifinalistas o cuartofinalistas
     : Terminó como ganadora de premios especiales

### Miss Universo Sudáfrica
En algunas ocasiones, la ganadora de Miss Sudáfrica representa a su país en el concurso de Miss Universo. Antes de 1982, la ganadora del certamen de Miss RSA representaba a Sudáfrica en Miss Universo. Antes de 1998, la ganadora individual de Miss Universo Sudáfrica competía en Miss Universo. De 1981 a 1983 y en 1979, delegadas de dos de los bantustanes de Sudáfrica compitieron en Miss Universo.
| Año | Provincia                            | Miss Sudáfrica                  | Posición en Miss Universo | Premios especiales | Notas                             |
| --- | ------------------------------------ | ------------------------------- | ------------------------- | ------------------ | --------------------------------- |
| 2024 | Cabo Occidental                      | Mia le Roux                     | No compitió               | No compitió        | Se retiró por problemas de salud. |
| 2023 | Gauteng                              | Bryoni Govender                 | Top 20                    |                    |                                   |
| 2022 | Limpopo                              | Ndavi Nokeri                    | Top 16                    |                    |                                   |
| 2021 | KwaZulu-Natal                        | Lalela Mswane                   | Segunda finalista         |                    |                                   |
| 2020 | Gauteng                              | Natasha Joubert                 | No clasificó              |                    |                                   |
| 2019 | Cabo Oriental                        | Zozibini Tunzi                  | Miss Universo 2019        |                    |                                   |
| 2018 | Cabo Occidental                      | Tamaryn Green                   | Primera finalista         |                    |                                   |
| 2017 | Cabo Occidental                      | Demi-Leigh Nel-Peters           | Miss Universo 2017        |                    |                                   |
| 2016 | Mpumalanga                           | Ntandoyenkosi Kunene            | No clasificó              |                    |                                   |
| 2015 | Gauteng                              | Refilwe Mthimunye               | Top 15                    |                    |                                   |
| 2014 | Cabo Oriental                        | Ziphozakhe Zokufa               | No clasificó              |                    |                                   |
| 2013 | Noroeste                             | Marilyn Ramos                   | No clasificó              |                    |                                   |
| 2012 | Gauteng                              | Melinda Bam                     | Top 10                    |                    |                                   |
| 2011 | Gauteng                              | Bokang Montjane                 | No clasificó              |                    |                                   |
| 2010 | Gauteng                              | Nicole Flint                    | Top 10                    |                    |                                   |
| 2009 | KwaZulu-Natal                        | Tatum Keshwar                   | Top 10                    |                    |                                   |
| 2008 | Gauteng                              | Tansey Coetzee                  | Top 15                    |                    |                                   |
| 2007 | KwaZulu-Natal                        | Megan Coleman                   | No clasificó              |                    |                                   |
| 2006 | Gauteng                              | Nokuthula «Thuli» Sithole       | No clasificó              |                    |                                   |
| 2005 | Gauteng                              | Claudia Henkel                  | Top 15                    |                    |                                   |
| 2004 | Gauteng                              | Joan Ramagoshi                  | No clasificó              |                    |                                   |
| 2003 | Gauteng                              | Cindy Nell                      | Segunda finalista         |                    |                                   |
| 2002 | Gauteng                              | Vanessa Do Ceu Carreira         | Tercera finalista         |                    |                                   |
| 2001 | Western Cape                         | Jo-Ann Strauss                  | No clasificó              |                    |                                   |
| 2000 | Gauteng                              | Heather Joy Hamilton            | Top 10                    |                    |                                   |
| 1999 | Gauteng                              | Sonia Raciti                    | Top 5                     |                    |                                   |
| 1998 | KwaZulu-Natal                        | Kerishnie Naicker               | Top 10                    |                    |                                   |
| Miss Universo Sudáfrica                                                                                 |                                      |                                 |                           |                    |                                   |
| 1997 | KwaZulu-Natal                        | Mbali Gasa                      | No clasificó              |                    |                                   |
| 1996 | Gauteng                              | Carol Becker                    | No clasificó              |                    |                                   |
| 1995 | Gauteng                              | Augustine Masilela              | Top 10                    |                    |                                   |
| No compitió entre 1985 y 1994 porque al país se le prohibió competir debido a la práctica del apartheid |                                      |                                 |                           |                    |                                   |
| Miss Sudáfrica y Miss Transkei                                                                          |                                      |                                 |                           |                    |                                   |
| 1984 | Transvaal (Gauteng)                  | Letitia «Tisha» Snyman          | Primera finalista         |                    |                                   |
| 1983 | Natal (KwaZulu-Natal)                | Leanne Beverly Hosking          | No clasificó              |                    |                                   |
| 1983 | Transkei (Cabo Oriental)             | Nomxousi Xokelelo               | No clasificó              |                    | Compitió como Transkei            |
| 1982 | Transvaal (Gauteng)                  | Odette Octavia Scrooby          | Top 12                    |                    |                                   |
| 1982 | Transkei (Cabo Oriental)             | Noxolisi Mji                    | No clasificó              |                    | Compitió como Transkei            |
| Miss Republic of South Africa / Miss RSA, Miss Transkei y Miss Bophuthatswana                           |                                      |                                 |                           |                    |                                   |
| 1981 | Natal (KwaZulu-Natal)                | Daniela di Paolo                | No clasificó              |                    |                                   |
| 1981 | Transkei (Cabo Oriental)             | Kedibone Tembisa Letlaka        | No clasificó              |                    | Compitió como Transkei            |
| 1980 | Transvaal (Gauteng)                  | Jenny Kay                       | No compitió               |                    |                                   |
| 1979 | Transvaal (Gauteng)                  | Veronica Wilson                 | Top 12                    |                    |                                   |
| 1979 | Bophuthatswana (Mmabatho, Noroeste)  | Alina Moeketse                  | No clasificó              |                    | Compitió como Bophuthatswana      |
| 1979 | Transkei (Cabo Oriental)             | Lindiwe Bam                     | No clasificó              |                    | Compitió como Transkei            |
| 1978 | Provincia del Cabo (Cabo Occidental) | Margaret Gardiner               | Miss Universo 1978        |                    |                                   |
| 1977 | Provincia del Cabo (Cabo Occidental) | Glynis Fester                   | No clasificó              |                    |                                   |
| 1976 | Provincia del Cabo (Cabo Occidental) | Cynthia Claasen                 | No clasificó              |                    |                                   |
| 1975 | Provincia del Cabo (Cabo Occidental) | Gail Anthony                    | No clasificó              |                    |                                   |
| No compitió entre 1969 y 1974                                                                           |                                      |                                 |                           |                    |                                   |
| Miss Hibiscus Queen                                                                                     |                                      |                                 |                           |                    |                                   |
| 1968 | Natal (KwaZulu-Natal)                | Monica Fairall                  | No clasificó              |                    |                                   |
| 1967 | Transvaal (Gauteng)                  | Wendy Ballenden                 | No clasificó              |                    |                                   |
| 1966 | Natal (KwaZulu-Natal)                | Lynn Carol de Jager             | No clasificó              |                    |                                   |
| 1965 | Transvaal (Gauteng)                  | Veronika Edelgarda Hilda Prigge | Top 15                    |                    |                                   |
| 1964 | Transvaal (Gauteng)                  | Gail Robinson                   | No clasificó              |                    |                                   |
| 1963 | Transvaal (Gauteng)                  | Ellen Liebenberg                | Top 15                    |                    |                                   |
| 1962 | Transvaal (Gauteng)                  | Lynette Gamble                  | No clasificó              |                    |                                   |
| 1961 | Transvaal (Gauteng)                  | Marina Christelis               | No clasificó              |                    |                                   |
| 1960 | Transvaal (Gauteng)                  | Nicky Caras                     | Tercera finalista         |                    |                                   |
| No compitió entre 1954 y 1959                                                                           |                                      |                                 |                           |                    |                                   |
| Miss Golden Jubilee                                                                                     |                                      |                                 |                           |                    |                                   |
| 1953 | Provincia del Cabo (Cabo Occidental) | Ingrid Rita Mills               | Top 16                    |                    |                                   |
| 1952 | Transvaal (Gauteng)                  | Catherine Higgins               | Top 10                    |                    |                                   |

### Miss Mundo Sudáfrica
En algunas ocasiones, la ganadora de Miss Sudáfrica representa a su país en el certamen de Miss Mundo. De 1970 a 1976, Sudáfrica tuvo una representante blanca y una negra en Miss Mundo. La representante blanca llevaba una banda que decía «South Africa» y la representante negra llevaba una banda que decía «Africa South». A partir de 2023, un concurso llamado Miss Mundo Sudáfrica selecciona a la representante del país en el concurso internacional.
| Año | Provincia | Miss Mundo Sudáfrica | Posición | Premios especiales |
| --- | --- | --- | --- | --- |
| 2023 | Mpumalanga | Claude Mashego | Top 40 | - Desafío Head-to-Head (Top 25) - Deportes (Top 32) - Top Model (Top 20) - Talento (Top 23)                                                          |
| 2022 | Miss Mundo 2021 se reprogramó para el 16 de marzo de 2022 debido al brote de pandemia de COVID-19 en Puerto Rico, no comenzó ninguna edición en 2022 | Miss Mundo 2021 se reprogramó para el 16 de marzo de 2022 debido al brote de pandemia de COVID-19 en Puerto Rico, no comenzó ninguna edición en 2022 | Miss Mundo 2021 se reprogramó para el 16 de marzo de 2022 debido al brote de pandemia de COVID-19 en Puerto Rico, no comenzó ninguna edición en 2022 | Miss Mundo 2021 se reprogramó para el 16 de marzo de 2022 debido al brote de pandemia de COVID-19 en Puerto Rico, no comenzó ninguna edición en 2022 |
| 2021 | Limpopo | Shudufhadzo Musida | Top 40 | - Miss World Talent (Top 27) - Beauty with a Purpose                                                                                                 |
| Debido al impacto de la pandemia de COVID-19, no hubo concurso en 2020                                  | | | | |
| 2019 | Gauteng | Sasha-Lee Olivier | Top 40 | |
| 2018 | Cabo Oriental | Thulisa Keyi | Top 30 | - World Dress Designer award - Miss World Top Model (Cuarta finalista)                                                                               |
| 2017 | Cabo Occidental | Adè van Heerden | Top 10 | - Beauty with a Purpose (Ganadora) |
| 2016 | Mpumalanga | Ntandoyenkosi Kunene | No clasificó | - Miss World Talent (Top 21) |
| 2015 | Gauteng | Liesl Laurie | Top 11 | - Miss Mundo África |
| 2014 | Mpumalanga | Rolene Strauss | Miss Mundo 2014 | - Miss Mundo África |
| 2013 | Noroeste | Marilyn Ramos | No clasificó | |
| 2012 | Cabo Occidental | Remona Moodley | No clasificó | |
| 2011 | Gauteng | Bokang Montjane | Top 7 | - Miss Mundo África |
| 2010 | Gauteng | Nicole Flint | Top 25 | |
| 2009 | KwaZulu-Natal | Tatum Keshwar | Segunda finalista | - Miss Mundo África |
| 2008 | Gauteng | Tansey Coetzee | Top 5 | |
| 2007 | KwaZulu-Natal | Megan Coleman | No clasificó | |
| 2006 | Gauteng | Nokuthula «Thuli» Sithole | No clasificó | |
| 2005 | — | Dhiveja Sundrum | Top 15 | |
| 2004 | Gauteng | Joan Ramagoshi | No clasificó | |
| 2003 | Gauteng | Cindy Nell | No clasificó | |
| 2002 | — | Claire Sabbagha | No clasificó | |
| 2001 | Cabo Occidental | Jo-Ann Strauss | Top 10 | |
| 2000 | Gauteng | Heather Joy Hamilton | No clasificó | |
| 1999 | Gauteng | Sonia Raciti | Segunda finalista | - Miss Mundo África |
| 1998 | KwaZulu-Natal | Kerishnie Naicker | Top 5 | - Miss Mundo África |
| 1997 | — | Jessica Motaung | Segunda finalista | - Miss Mundo África |
| 1996 | — | Peggy-Sue Khumalo | Top 10 | - Miss Mundo África |
| 1995 | — | Bernelee Daniell | Top 10 | - Miss Mundo África |
| 1994 | Gauteng | Basetsana Makgalemele | Primera finalista | - Miss Mundo África |
| 1993 | Transvaal (Gauteng) | Palesa Mofokeng | Primera finalista | - Miss Mundo África |
| 1992 | Provincia del Cabo (Cabo Occidental) | Amy Kleinhans | Top 5 | - Miss Mundo África |
| 1991 | Transvaal (Gauteng) | Diana Tilden-Davis | Segunda finalista | - Miss Mundo África |
| No compitió entre 1978 y 1990 porque al país se le prohibió competir debido a la práctica del apartheid | | | | |
| 1977 | — | Vanessa Wannenburg | No clasificó | |
| Miss South Africa y Miss Africa South                                                                   | | | | |
| 1976 | — | Lynn Massyn | No clasificó | |
| 1976 | — | Veronica Mutsepe · Miss Africa South | No clasificó | |
| 1975 | — | Rhoda Rademeyer | Top 15 | |
| 1975 | — | Lydia Johnstone · Miss Africa South | No clasificó | |
| 1974 | Transvaal (Gauteng) | Anneline Kriel | Miss Mundo 1974 Designada por ser 1.ª finalista | Designación Se convirtió en Miss Mundo 1974 cuatro días después de la competencia cuando la ganadora original se retiró                              |
| 1974 | — | Evelyn Williams · Miss Africa South | Top 15 | |
| 1973 | — | Shelley Latham | Cuarta finalista | |
| 1973 | — | Ellen Peters · Miss Africa South | Top 15 | |
| 1972 | — | Stephanie Reinecke | Top 15 | |
| 1972 | — | Cynthia Shange · Miss Africa South | No clasificó | |
| 1971 | Natal (KwaZulu-Natal) | Monica Fairall | Top 15 | |
| 1971 | — | Gaily Ryan · Miss Africa South | No clasificó | |
| 1970 | — | Jillian Jessup | Cuarta finalista | |
| 1970 | Provincia del Cabo (Cabo Occidental) | Pearl Jansen · Miss Africa South | Primera finalista | - Miss Simpatía |
| Miss Sudáfrica                                                                                          | | | | |
| 1969 | — | Linda Collett | Top 7 | |
| 1968 | — | Mitzianna Stander | No clasificó | |
| 1967 | — | Disa Duivestein | Top 15 | |
| 1966 | — | Johanna Maud Carter | Top 15 | |
| 1965 | — | Carrol Davis | No clasificó | |
| 1964 | — | Vedra Karamitas | No clasificó | |
| 1963 | — | Martie Claassen | No clasificó | |
| 1962 | — | Yvonne Ficker | Tercera finalista | |
| 1961 | — | Yvonne Hulley | Top 15 | |
| 1960 | — | Denise Muir | Segunda finalista | |
| 1959 | — | Moya Meaker | Top 11 | |
| 1958 | Natal (KwaZulu-Natal) | Penelope Coelen | Miss Mundo 1958 | |
| 1957 | — | Adele Kruger | Segunda finalista | |
| 1956 | — | Norma Vorster | No clasificó | |
| No compitió entre 1951 y 1955                                                                           | | | | |

### Miss Supranacional Sudáfrica
| Año                                                                    | Provincia       | Miss Supranacional Sudáfrica | Posición en Miss Supranacional | Premios especiales                          |
| ---------------------------------------------------------------------- | --------------- | ---------------------------- | ------------------------------ | ------------------------------------------- |
| 2024                                                                   | Gauteng         | Bryoni Govender              | Top 12                         | - Miss Supranacional África - Miss Simpatía |
| 2023                                                                   | KwaZulu-Natal   | Ayanda Thabethe              | Top 24                         | - Miss Simpatía - Supra Chat (Top 5)        |
| 2022                                                                   | KwaZulu-Natal   | Lalela Mswane                | Miss Supranacional 2022        |                                             |
| 2021                                                                   | Noroeste        | Thato Mosehle                | Segunda finalista              | - Supra Fan-vote (Top 10)                   |
| Debido al impacto de la pandemia de COVID-19, no hubo concurso en 2020 |                 |                              |                                |                                             |
| 2019                                                                   | Gauteng         | Leyla van Greuning           |                                |                                             |
| 2018                                                                   | Gauteng         | Belinde Schreuder            |                                |                                             |
| 2017                                                                   | Gauteng         | Bianca Olivier               |                                |                                             |
| 2016                                                                   | Gauteng         | Talitha Bothma               |                                |                                             |
| 2013                                                                   | Cabo Occidental | Natasha Pretorius            |                                |                                             |
| 2012                                                                   | Cabo Occidental | Michelle Gildenhuys          | Top 20                         |                                             |
| 2011                                                                   | Cabo Oriental   | Dhesha Jeram                 | Top 20                         |                                             |